# Pfarrkirche St. Paul an der Gail

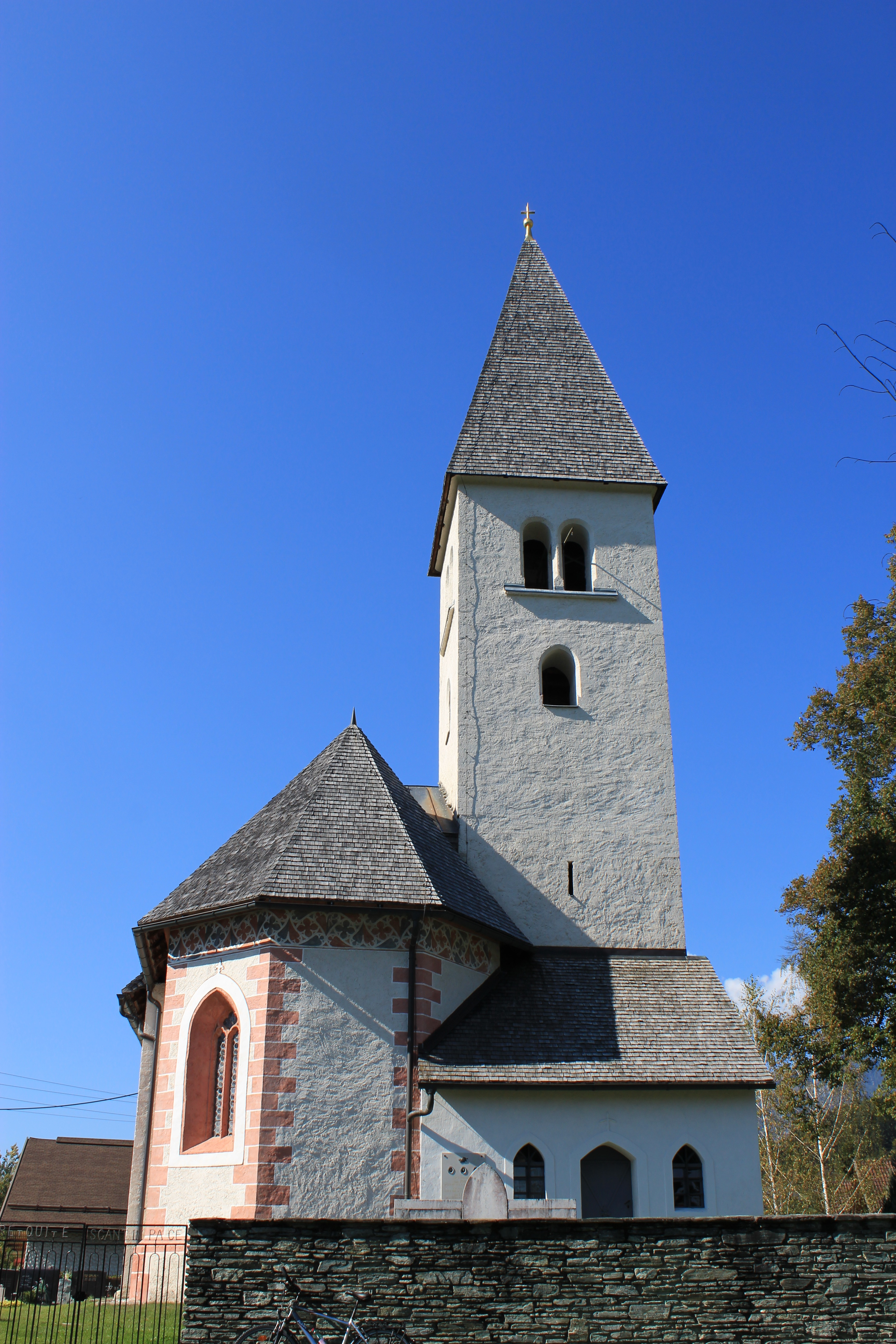

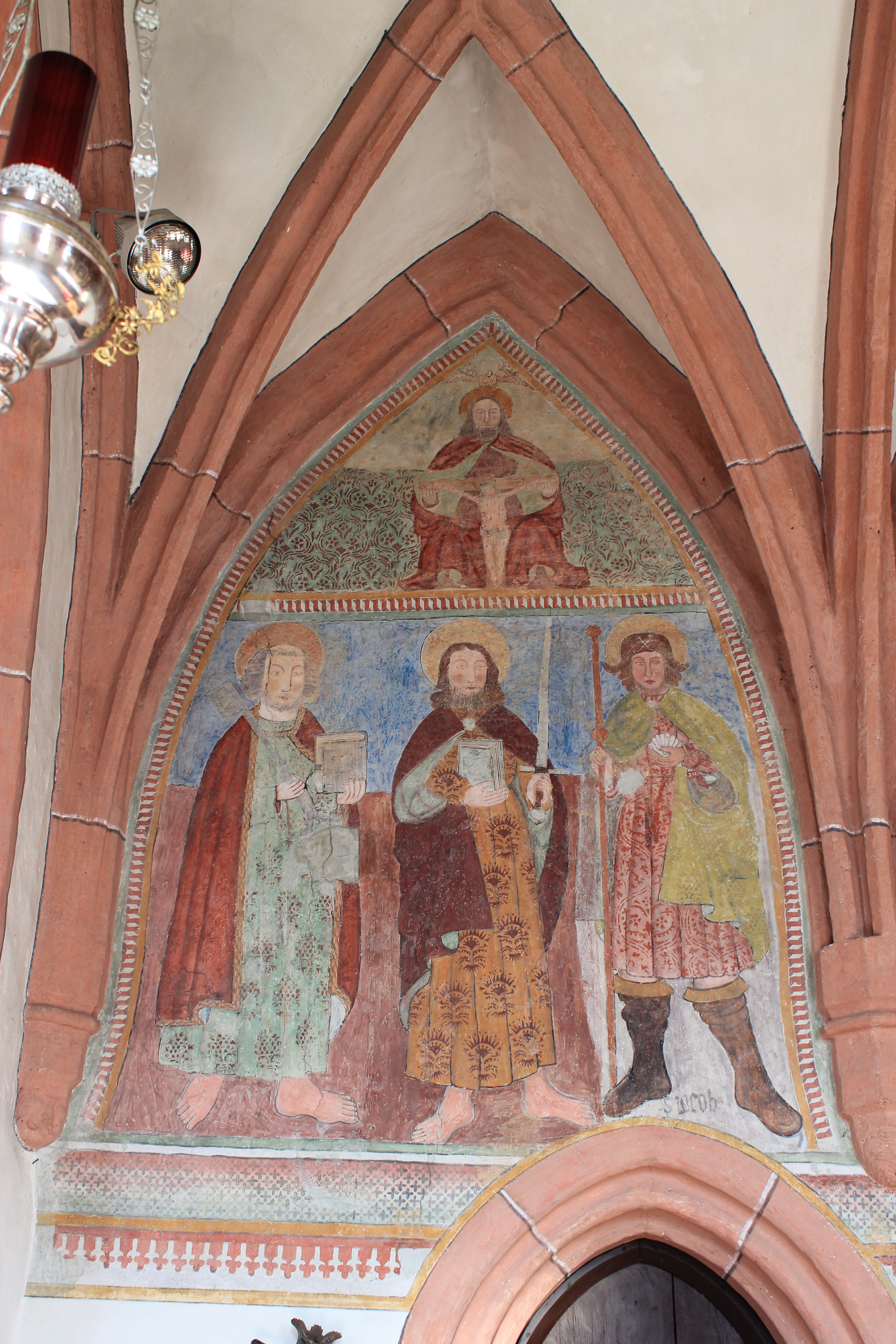
Fresko

Die römisch-katholische Pfarrkirche St. Paul an der Gail in der Gemeinde Sankt Stefan im Gailtal wurde 1392 erstmals urkundlich genannt. 1478 verwüsteten Türken die Kirche, 1498 erfolgte eine Neuweihe.

## Baubeschreibung
Das Gotteshaus ist eine spätgotische Anlage mit einem im barocken Stil veränderten Langhaus und einem leicht eingezogenen, zweijochigen Chor mit Dreiachtelschluss. Der nordseitige Turm ist leicht in den Chor eingestellt. Der massige Turm ohne Geschoßgliederung besitzt Mauerschlitze, kleine spitzbogige Sakristeifenster, oben größere Spitzbogenfenster und darüber spätgotische, gekuppelte Schallfenster, die zum Teil noch ursprüngliches Maßwerk besitzen. Die Bekrönung des Turmes bildet ein vierseitiger Pyramidenhelm. Zwischen dem Turm und dem Chorpolygon wurde ein kleiner neugotischer Sakristeivorbau angefügt. Das Langhaus besitzt rundbogige und rechteckige Fenster, der Chorschluss drei zweiteilige Lanzettfenster mit ursprünglichem Maßwerk. Die spätgotischen Laibungen der Chorfenster weisen im Scheitel gemalte Kreuzblumen auf. Ein gemalter, spätgotischer Fries aus Fischblasenornament und eingeschriebenen Vierpässen umzieht das Chorpolygon. An der Nordwand befinden sich eine um 1440 gemalte Ölbergszene, eine Kreuzigungsszene aus dem 18. Jahrhundert und ein um 1500 entstandenes Christophorusfresko. Das ehemalige südliche Seitenportal mit Spitzbogen ist zur Hälfte vermauert. Das reich profilierte Westportal mit Spitzbogen weist Steinmetzzeichen auf und wird von einer Pfeilervorhalle in Schiffbreite geschützt.
Im Inneren verbindet ein eingezogener, spitzbogiger Triumphbogen das flach gedeckte Langhaus und den Chor. Im Chor ruht ein Sternrippengewölbe auf Konsolen, die zum Teil in Kopfform ausgeführt sind. An der Südwand befindet sich eine kielbogenförmige Sakramentsnische. Im Norden führt ein profiliertes Spitzbogenportal in die Sakristei. Auf der barocken, hölzernen Westempore mit Balustrade steht die 1861 von Josef Grafenauer gebaute Orgel.

## Wandmalereien
In den Lünetten der drei nördlichen Chorwandfelder wurden um 1500 je drei stehende Heilige, darüber ein Gnadenstuhl, zwei Märtyrer und zwei Bischöfe dargestellt. 1992 wurde im Altarraum ein um 1500 gemaltes Christophorusfresko in einem rautenförmigen Feld freigelegt.
Die Anbetung der Könige und das Fragment des Betlehemitischen Kindermordes an der Langhausnordwand stammen aus dem zweiten Viertel des 16. Jahrhunderts.
Die Gemälde der Marienkrönung und der vier Evangelisten in Stuckrahmenfeldern an der Langhausdecke entstanden 1887.

## Einrichtung
Im um 1650 entstandenen Hochaltar mit zweigeschoßigem Aufbau mit Säulen und rundbogigen Mittelnischen wurden zwei Reliefs eines gotischen Altars mit den Martyrien der heiligen Laurentius und Stephanus vom Meister Lienhart (Pambstell?) aus dem ersten Viertel des 16. Jahrhunderts eingearbeitet. Im Hauptgeschoß wird die Figur des heiligen Paulus von den Evangelisten Johannes und Matthäus und im Aufsatz der heilige Petrus von den Skulpturen der Evangelisten Markus und Lukas flankiert. Die Bekrönung des Altars bilden Gottvater und Engeln.
Der um 1650 gebaute, linke Seitenaltar trägt eine spätgotische Muttergottesfigur. Der ebenfalls um 1650 entstandene, rechte Seitenaltar besteht aus einer Ädikula über einem Sockel und einem gesprengten Dreiecksgiebel mit kleinem Rahmen als Aufsatz. Die Mittelfigur stellt den heiligen Ulrich dar, das Aufsatzbild einen heiligen Bischof. Auf der Mensa steht ein kleiner barocker Schmerzensmann.